# Котлов, Алексей Николаевич
Алексей Николаевич Котлов (20 сентября 1924, Берёзовец, Тульская губерния — 1 июля 1988) — автоматчик 1018-го стрелкового полка, красноармеец — на момент представления к награждению орденом Славы 1-й степени.

## Биография
Родился 20 сентября 1924 года в селе Березовец (ныне — Залегощенского района Орловской области). Член ВКП/КПСС с 1960 года. Образование неполное среднее. Работал в колхозе «Заветы Ильича» Мценского района Орловской области. С ноября 1941 года по июль 1943 года находился на оккупированной территории.
После освобождения села призван в Красную Армию автоматчиком 1018-го стрелкового полка 269-й стрелковой дивизии 3-й армии Брянского фронта. Участник боевых действий с августа 1943 года. Участвовал в Орловской и Брянской наступательных операциях. В дальнейшем в составе Центрального, Белорусского, 1-го и 2-го Белорусских фронтов освобождал Белоруссию и Польшу. В боях проявил образцы мужества и отваги.
Автоматчик 1018-го стрелкового полка красноармеец Котлов в бою на подступах к деревне Маньки 18 июня 1944 года первым ворвался в траншею противника, подорвал противотанковыми гранатами дот, истребил около десяти противников.
Приказом командира 269-й стрелковой дивизии от 3 июля 1944 года за мужество, проявленное в боях с врагом, красноармеец Котлов награждён орденом Славы 3-й степени.
При освобождении населённого пункта Борки 13 июля 1944 года Котлов скрытно проник в расположение врага, огнём из автомата истребил двенадцать немецких солдат, гранатой уничтожил вражеский пулемёт.
Приказом по 3-й армии от 18 августа 1944 года красноармеец Котлов награждён орденом Славы 2-й степени.
В бою на подступах к городу Ружан 11 октября 1944 года поднял бойцов в атаку. 12 октября 1944 года при штурме города подавил огонь пулемётной точки, истребил около десяти и пленил четырёх солдат противника.
Указом Президиума Верховного Совета СССР от 24 марта 1945 года за мужество, отвагу и героизм, проявленные в борьбе с захватчиками, красноармеец Котлов Алексей Николаевич награждён орденом Славы 1-й степени.
В феврале-апреле 1945 года в составе 3-го Белорусского фронта участвовал в ликвидации восточно-прусской группировки противника, а с апреля — в Берлинской операции. Войну закончил на Эльбе.
В 1945 году старшина Котлов демобилизован. Жил в городе Мценск. Работал шофёром, затем мастером производственного обучения среднего профессионально-технического училища.
Награждён орденами Славы 1-й, 2-й и 3-й степени, Отечественной войны 1-й степени, Красной Звезды, медалями.
Умер 1 июля 1988 года.